# Harmonie (hop)
Harmonie is een hopvariëteit, gebruikt voor het brouwen van bier.
Deze hopvariëteit is een “aromahop”, bij het bierbrouwen voornamelijk gebruikt vanwege zijn aromatische eigenschappen. Deze Tsjechische variëteit werd in 2004 op de markt gebracht en is een kruising tussen een Tsjechische vrouwelijke plant (50% saaz) en een geselecteerde Tsjechische mannelijke plant.

## Kenmerken
- Alfazuur: 4 – 8%
- Bètazuur: 4 – 8%
- Eigenschappen: